# TopCoder
TopCoder，是一家专门组织计算机程序设计竞赛的公司。TopCoder 在线举行算法竞赛（SRMs）、组件设计竞赛和组件开发竞赛。算法竞赛在世界上与ACM、Google Code Jam并称为三大赛。

## 算法竞赛
与ACM竞赛不同，该竞赛分为三个阶段：Coding, Challenge和System Test。

### Coding
即编码阶段，有三道不同难度不同分值的问题（通常为250、500、1000），打开特定题目后开始计时，提交后计时终止。每道题的分数仅仅是最大分值，根据时间的推移倒扣分数。

### Challenge
所谓Challenge，就是提供一个数据使其他选手无法通过。无法通过Challenge和System Test便无法得到相应的分数，而提交数据亦会扣分（通常一次-25），因此选手需要做出权衡。

### System Test
系统测评阶段，与ACM类似，组织者提供数据测试所有选手的程序。